# Sielsowiet Karoćki
Sielsowiet Karoćki (biał. Кароцькаўскі сельсавет, Karoćkauski sielsawiet; ros. Коротьковский сельсовет) – sielsowiet na Białorusi, w obwodzie homelskim, w rejonie kormańskim, z siedzibą w Karoćkach.

## Demografia
Według spisu z 2009 sielsowiet Karoćki zamieszkiwało 1206 osób, w tym 1167 Białorusinów (96,77%), 32 Rosjan (2,65%), 5 osób innych narodowości i 2 osoby, które nie podały żadnej narodowości.

## Geografia i transport
Sielsowiet położony jest w środkowej i wschodniej części rejonu kormańskiego. Z trzech stron (z wyjątkiem zachodu) otacza stolicę rejonu Kormę. Największą rzeką jest Soż.
Przez sielsowiet przebiega droga republikańska R30.

## Miejscowości
- agromiasteczko:
  - Karoćki
- wsie:
  - Bahdanawiczy
  - Haradok
  - Kaludy
  - Klapin
  - Klapinskaja Buda
  - Korsuń
  - Kurhanica
  - Malanik
  - Małaszki
  - Sapażki
  - Siamionauka
  - Trud
  - Wałyncy
  - Wynaszauka